# Smagliatura (calza)

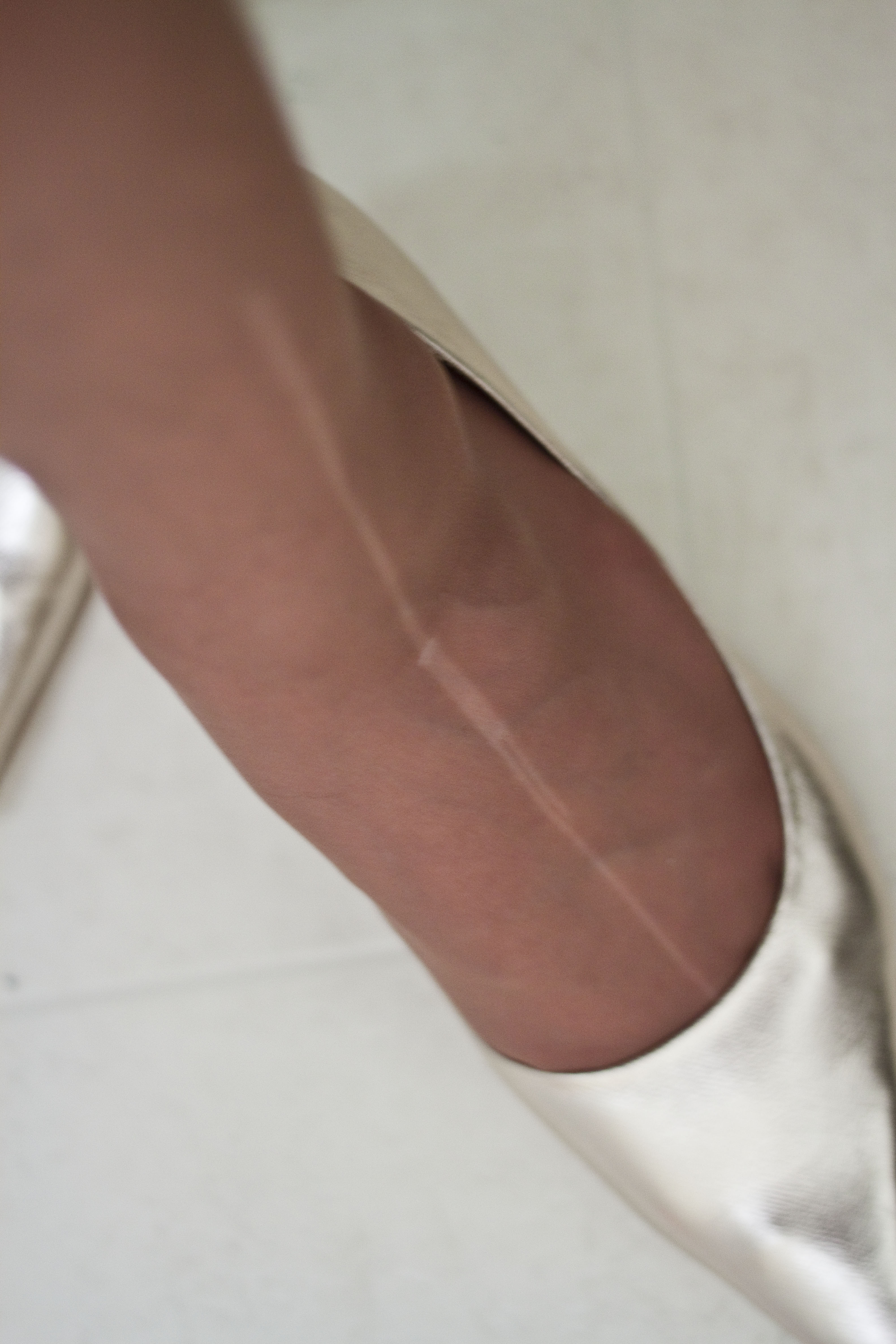
Smagliatura in una calza

La smagliatura è una spaccatura verticale nel tessuto di un paio di collant o di una calza. 
Una smagliatura si forma quando almeno un filo si rompe, a causa ad esempio di un oggetto appuntito, e la struttura a catenella della maglia diventa instabile.
La riparazione temporanea può avvenire utilizzando la lacca per capelli o lo smalto per unghie. In passato, i tessuti di calze e collant venivano "rimagliati", cioè riparati con costi abbastanza abbordabili, mentre oggi vengono sostituiti.